# Weser (Schiff, 1974)
Die Weser war ein in Bremerhaven stationiertes Feuerlöschboot.

## Geschichte
Das Schiff wurde 1973 unter der Baunummer 2247 auf der Werft Schichau Unterweser AG in Bremerhaven gebaut. Der Stapellauf erfolgte am 20. Oktober 1973. Das Schiff wurde am 28. Januar 1974 getauft und in Dienst gestellt.
Das Schiff war vom Hansestadt Bremisches Amt in Bremerhaven bestellt worden. Der Bau wurde vom Land Bremen und der Bundesrepublik Deutschland finanziert. Hintergrund des Baus des Löschkreuzers war der Brand des Hecktrawlers Vest Recklinghausen am 22. August 1970 in der Wesermündung, bei dem acht Seeleute ums Leben kamen. Das für das Hafengebiet gebaute Löschboot aus Bremerhaven brauchte rund drei Stunden von Bremerhaven bis zur Unglücksstelle in der Nähe des Leuchtturms Roter Sand.
Das Schiff wurde einmal umfangreich umgebaut und der bis dahin offene, obere Steuerstand durch eine geschlossene, gasdichte Brücke ersetzt.
Der Löschkreuzer war das erste seegehende Feuerlöschboot der Bundesrepublik Deutschland. Er galt damals als modernster Feuerlöschkreuzer in Europa. Das Schiff hatte seinen Liegeplatz im Geestevorhafen.
Am 31. Dezember 1998 wurde der Löschkreuzer außer Dienst gestellt und 1999 an ein Unternehmen in den Niederlanden verkauft. Er sollte danach zur Bewachung von Bohrinseln und als Rettungsschiff verwendet werden; 2006 wurde er als Präsentationsschiff der Metaaldraaierij Sepers bv genutzt und sollte auch auf maritimen Ausstellungen in Holland gezeigt werden.

## Technische Daten
Der Antrieb des Schiffes erfolgte durch drei MTU-Dieselmotoren. Dabei wurde das Antriebskonzept der Dreischrauben-Seenotkreuzer der Deutschen Gesellschaft zur Rettung Schiffbrüchiger übernommen. Ein Sechzehnzylinder-Dieselmotor mit 3000 PS Leistung als Mittelmotor wirkte auf einen Festpropeller und zwei Achtzylinder-Dieselmotoren mit jeweils 750 PS Leistung als Seitenmotoren wirkten jeweils auf einen Verstellpropeller.
Das Schiff war mit drei Löschmonitoren ausgestattet. Zwei davon befanden sich vor dem Deckshaus, einer auf einer Plattform auf dem Schornstein. Dieser Löschmonitor war bis zu 17 Meter über die Wasserlinie ausfahrbar. Die Wurfweite der Monitore betrug rund 100 Meter. Die Monitore wurden von zwei Feuerlöschpumpen gespeist, die bis zu 12.000 Liter Wasser pro Minute fördern konnten. Die Schaummitteltanks fassten 15.000 Liter.
Auf dem Achterdeck wurde ein Festrumpfschlauchboot mitgeführt, das mithilfe eines Krans ins Wasser gesetzt und wieder aufgenommen werden konnte.
Die Besatzung des Schiffes bestand aus drei Mann. Im Einsatzfall wurde sie durch Feuerwehrleute der Feuerwehr Bremerhaven verstärkt.